# Amphiagrion saucium
Amphiagrion saucium – gatunek ważki z rodziny łątkowatych (Coenagrionidae). Występuje na terenie Ameryki Północnej – w południowo-wschodniej Kanadzie i wschodniej połowie USA. Jest szeroko rozprzestrzeniony i lokalnie pospolity.